# كندا ووتر (محطة مترو أنفاق لندن)
كندا ووتر (بالإنجليزية: Canada Water)‏ هي إحدى محطات مترو أنفاق لندن. تقع على خط شرق لندن وجوبيلي أفتتحت في المنطقة (Zone) رقم 2 أفتتحت في 17 سبتمبر 1999. 